# Gråhø (Lesja)
Gråhø est une montagne du comté d'Innlandet, en Norvège. Elle culmine à 2 014 m d'altitude, ce qui en fait le point culminant du massif de Reinheimen.